# S. J. Rozan
Shira Judith Rozan (The Bronx, 1950) è una scrittrice statunitense.

## Biografia
Nata nel 1950 nel Bronx, ha ottenuto un B.A. all'Oberlin College e un M.A. in architettura all'Università di Buffalo.
Prima d'iniziare a lavorare come architetto a New York negli anni '80, ha svolto svariati mestieri quali la pittrice, la bidella, la fornaia, l'addetta alle vendite di libri, la pubblicitaria e l'istuttrice di auto-difesa.
Con il romanzo China Trade ha inaugurato nel 1994 la fortunata serie avente per protagonisti gli investigatori privati Lydia Chin e Bill Smith giunta al 2022 alla quattordicesima indagine.
Autrice anche di due romanzi scritti con lo pseudonimo di Sam Cabot, le sue opere sono state premiate con i maggiori riconoscimenti della narrativa gialla tra i quali il Premio Dilys nel 2012 con Ghost Hero.

## Opere

### Serie Lydia Chin e Bill Smith
- China Trade (1994)
- L'assistente cinese (Concourse, 1995), Milano, Il Giallo Mondadori N. 2494, 1996 traduzione di Giuseppe Settanni
- Mandarin Plaid (1996)
- No Colder Place (1997)
- A Bitter Feast (1998)
- Stone Quarry (1999)
- Reflecting the Sky (2001)
- Winter and Night (2002)
- The Shanghai Moon (2009)
- On the Line (2010)
- Ghost Hero (2011)
- Paper Son (2019)
- The Art of Violence (2020)
- Family Business (2021)

### Altri romanzi
- Absent Friends (2004)
- In This Rain (2006)

### Romanzi firmati Sam Cabot
- Blood of the Lamb: A Novel of Secrets (2013)
- Skin of the Wolf: A Novel (2014)

### Racconti
- Heartbreak (1990)
- Once Burned (1991)
- Prosperity Restaurant (1991)
- Hot Numbers (1992)
- Body English (1992)
- Film at Eleven (1994)
- Birds of Paradise (1994)
- Hoops (1996)
- Subway (1997)
- Cooking the Hounds (1998)
- A Tale about a Tiger (1999)
- Hunting for Doyle (1999)
- Childhood (2000)
- Marking the Boat (2000)
- Motormouth (2001)
- Double-Crossing Delancey (2001)
- Going Home (2002)
- The Last Kiss (2005)
- Passline (2005)
- Shots (2006)
- Building (2006)
- The Next Nice Day (2006)
- Sunset (2006)
- Hothouse (2007)
- Undocumented (2007)
- Seeing the Moon (2009)
- Silverfish 2009
- Night Court (2009)
- Cold, Hard Facts (2009)
- I Seen That (2009)
- Daybreak (2010)
- Chin Yong-Yun Takes a Case (2010)
- Il colpo dei magi (The Grift of the Magi) con Otto Penzler (2010), all'interno di Natale al mysterious bookshop, Milano, Il Giallo Mondadori, N. 3072, 2012 traduzione di Stefano Rosignoli
- Iterations (2011)
- The Path (2011)
- The Men with the Twisted Lips (2011)
- New Day Newark (2011)
- Occupy This! (2012)
- Hero (2012)
- Lighthouse (2012)
- Escape Velocity (2012)
- Golden Chance (2013)
- Falconer (2013)
- Kena Sai (2014)
- Wet Dog on a Rainy Day (2015)
- Chin Yong-Yun Makes a Shiddach (2015)

### Raccolte di racconti
- A Tale About a Tiger and Other Mysterious Events (2009)
- Building and Other Stories (2011)

### Poesie
- 211 Haiku (2012)

### Saggi
- The Private Eye: An American Hero (2009)

## Riconoscimenti
- Premio Shamus: 1996 per L'assistente cinese, 2002 per Reflecting the Sky e 2022 per Family Business
- Anthony Award: 1998 per No Colder Place
- Premio Macavity: 2003 per Winter and Night
- Premio Edgar per il miglior racconto breve: 2002 per Double-Crossing Delancy
- Premio Edgar per il miglior romanzo: 2003 per Winter and Night
- Premio Nero Wolfe: 2003 per Winter and Night
- Maltese Falcon Award: 2009 per Winter and Night
- Premio Dilys: 2012 per Ghost Hero